# 解学龙
解学龙（1585年—1645年），字言卿，號石帆，直隶兴化（今江蘇）人，明朝政治人物，同进士出身。

## 生平
万历四十一年（1613年）登癸丑科进士。歷金華府、東昌府推官。天启二年（1622年）擢刑科給事中，其時遼東難民多聚集登州，招練副使劉國縉請發帑金十萬賑濟，事後卻把下發的錢銀貪沒大半，學龍連上三疏揭發其弊，最終使得國縉受到懲治罷免；又上書請求裁冗吏，核曠卒，意見受到朝廷採納，並被提拔為右給事中。天启五年九月，因得罪魏忠賢而被閹黨指控為東林黨，因而被削籍罷官。
崇祯初年（1628年）被重新启用，任戶科都給事中。崇禎五年（1632年）改都察院右僉都御史，巡撫江西，當其時四方盗贼蠭起，學龍請旨招兵千人，並討平都昌、萍乡、封山等流贼。崇禎十二年（1639年）擢南京兵部右侍郎。次年舉薦曾因弹劾杨嗣昌而贬至自己幕下的黄道周，被杨嗣昌等指为“党庇”。崇祯帝虽然平反过东林党案，但十分憎恶门户党争，闻此大怒，下诏逮捕解学龙，廷杖八十，遣戍贵州。南明弘光初年（1645年）召拜兵部左侍郎，旋升刑部尚书，又因保护周钟等人得罪马士英，再次被削籍丢官。罢官后，仍居南京，变卖家产以资助史可法的督军府以對抗清兵。此时形势急转直下，扬州、南京相继失守，福王被俘，南明大臣俯首称臣。面对末世，学龙肝胆俱裂，乃投扬子江卒。骸归兴化，吴甡为之撰志。《明史》有傳。

## 著作
著有《五垣谏草》、《抚江奏牍》、《用兵纪》等。